# Helluonidius
Helluonidius is een geslacht van kevers uit de familie van de loopkevers (Carabidae). De wetenschappelijke naam van het geslacht is voor het eerst geldig gepubliceerd in 1872 door Chaudoir.

## Soorten
Het geslacht Helluonidius omvat de volgende soorten:
- Helluonidius aterrimus (W.J.Macleay, 1873)
- Helluonidius chrysocomus Maindron, 1908
- Helluonidius cyaneus (Castelnau, 1867)
- Helluonidius cyanipennis (Hope, 1842)
- Helluonidius laevifrons Darlington, 1968
- Helluonidius latipennis (W.J.Macleay, 1887)
- Helluonidius latipes Darlington, 1968
- Helluonidius politus Darlington, 1968